# 真魂斗羅
《真魂斗羅》是科樂美公司於PlayStation2遊戲主機上推出的《魂斗羅》系列作品。從故事時間軸來看，本作是接在Mega Drive的《魂斗羅·鐵血兵團》之後。本遊戲的背景與人物模型採用了3D。

## 背景
西元2642年，地球自異形的侵略以來依舊是傷痕累累，且環境問題的增長已超越了人類的控制。一個正在開發中過程的超電磁武器發生故障而爆炸，甚至造成了80%的地球人口喪生。經調查發現這個事故居然是由異形戰爭的英雄之一比爾·萊沙所為，據說他甚至還殺害了企圖阻止他暴行的同僚蘭斯·比恩。因此決定判處比爾10000年的冷凍刑。
然而只過了五年後，西元2647年。地球面臨了另一個威脅，是來自於新興的恐怖組織「血隼」，在他們具有超人般能力的神祕指揮官帶領下，於世界各地製造了恐慌。在執政的「元老院三巨頭」的意思之下，決定了提前釋放比爾，鑑於比爾過往保衛地球的輝煌戰績，期透過以毒攻毒、以暴制暴的方式平定血隼。高層並派遣了露西亞去協助比爾，露西亞她是由政府藉由吉歐·曼德雷克博士留下的研究成果所完成的先進生化人造人戰士。
在他們打倒了蘭斯後，才發現以往的異星人侵略，實則是因為元老院三巨頭從他們身上暗中偷取了他們強大且神祕的高度文明遺跡。獲知這些資訊以後，比爾與露西亞就必須面對元老院三巨頭以及揭發神祕遺跡的真相。

## 关卡介绍
| 关卡名称 | 关卡详细信息 |
| -------- | --- |
| FORTRESS | 第一关发生在非洲。有3个小Boss和终极Boss变异乌龟，变异乌龟有两种形态 |
| TRAIN    | 第二关发生在中东。玩家阻挡装载着核武器的火车冲入市区。火车被成功拦截后，会遇到最终Boss，一个大型的会变成战斗机的机器人 |
| CITY     | 第三关发生在美国。玩家会遇到第一个小Boss,外星人的UFO。然后前往敌人的基地里先后战胜变异大虫、变异食人蛆，面对最终Boss强化装甲车 |
| SEABED   | 第四关发生在日本附近的海域，目标是抢夺被异形占据的水下核发电厂。开头会遇到一个巨型强化机器人，艰难战胜后进入水下核发电厂面对被异形控制的人工智能，最终Boss是一条变异食人鱼 |
| FOREST   | 第五关发生在太平洋上的一座岛屿，主角与兰斯·比恩展开最终对决。主角战胜第一阶段的兰斯·比恩后，被其吸入体内。主角要想出来，必须要战胜兰斯·比恩身体的器官所化形的异形：心脏、肠子、双肾、脾脏、脑子（天王鬼） |
| 最终关   | 最后一关会在异次元空间里面对整体事件的幕后黑手：元老院的三个巨头。此时元老院的三个巨头已经从外星人的文明遗迹中吸取了巨大的能量，但是却没有想到被能量反噬。这一关全都是Boss战。Boss出场的先后顺序是元老院攻击型直升机、变异人、变异青蛙、变异水母、变异细胞、变异子宫。主角摧毁变异子宫离开异次元空间后，遭遇变异人、变异青蛙和变异水母合体变成的怪物追杀，主角胜利后，敌人全都丧生于异次元空间的爆炸 |

## 登場角色
- 比爾·雷澤（Bill Rizer）：全系列作一貫的主角，異星戰爭的英雄之一。曾因犯下極重罪行而被處以冷凍刑，但被破例釋放，是要他再度投身戰場去面對新的威脅。預設由1P操作。
- 露西亞（Lucia）：又稱人造人LCR（Bionoid LCR）。以作為究極戰士而被開發出的女性型生化人。原來是由天才惡科學家吉歐·曼德雷克博士（Dr. Geo Mandrake，於魂斗羅·鐵血兵團登場的角色）透過對異星人DNA的研究進行的開發計劃。但曼德雷克博士沒能完成就已死去，其開發成果被軍方秘密接收並由其完成，因未能解析骨幹的關鍵技術而無法量產。被指派監視比爾而成為他的搭檔。預設由2P操作。
- 蘭斯·比恩（Lance Bean）：比爾的老戰友，在以往的系列作一直是由2P操作的角色。在本作已經成為了恐怖組織「血隼（Blood Falcon）」的最高司令官，並在自己身上植入了異星人的細胞。
- 元老院三巨頭（The Triumvirate）：聯合政府的最高決策者，三人都是已活了數百年的生化人。透過他們腦部的情報連結裝置，三人的意识實為統一的個體。三人的本名分別是蓋烏斯（Gaius）、尼祿（Nero）、康茂德（Commodus）。

## 遊戲系統
- 本作的關卡進行回到了橫向卷軸的模式。
- 廢除了道具系統，採用了三種武器提供切換的方式，三種武器都能進行蓄力攻擊。
- 本作初次導入了擊破率的系統，在各關卡擊破特定的目標就會增加，擊破率的高低會影響的過關的評價。
- 遊戲的結局完成度會受到過關評價影響。
- 取得S級評價或A级评价才能进入第六关，挑战最终BOSS。
- 公認為歷代最難的魂斗羅遊戲。

### 武器
- 重機槍（Heave Machine Gun）：系列作一貫的機槍武器，可對前方連射。蓄力射擊會成為環形掃蕩彈（Round Sweep），會向前方射出一彈莢艙然後朝全方位射出機槍彈。
- 火炎鞭（Fire Whip）：對正前方發射火焰，射程短但具貫通性。蓄力射擊會成為能源彈（Energy Shot），直接往前方射出高威力的貫通彈。
- 潛行機雷（Diver Mine）：發射後子彈潛入地底下，沿直線前進後爆炸。蓄力射擊會成為尋標飛彈（Homing Missiles），射出數發具有自動導向能力的飛彈。

## 原聲帶
科樂美於2002年12月18日發行了收錄本遊戲中所使用背景音樂的原聲帶，單片CD裝，商品編號為KOLA-016。以本作角色露西亞的圖畫作為封面。
以下為收錄曲一覽：
1. Venus
2. Select Stage
3. Fortress
4. Intestines
5. Stage Clear Jingle
6. Mountains Area
7. Battle Train
8. Result
9. Submarine Power Plant
10. Senator
11. Super Power Robot Yokozuna Jr
12. Relic Of Moirai
13. Destiny Confrontation
14. The Crawler Tank
15. Special Stage Clear Jingle
16. Hell Drive
17. The Dusk Gathers
18. Islands
19. Sky To The Ocean
20. Jinmen-Gyo
21. Slave Beast Taka
22. Lance Lullaby
23. Survival Of The Fittest
24. A True Last Boss
25. Maximum Speed
26. Critical Moment Of Contra
27. Game Over Jingle
28. Recollections
29. Dearest
30. Risk
31. S-Power
32. Orion

## 外部連結
- 遊戲官方網站 （页面存档备份，存于）（日語）